# Di truyền học người

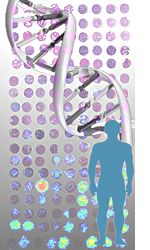
Cấu trúc chuỗi xoắn kép của DNA người

Di truyền học loài người là nghiên cứu về sự thừa kế sinh học xảy ra ở con người. Di truyền học loài người bao gồm một loạt các lĩnh vực đa ngành bao gồm: di truyền học cổ điển, di truyền học tế bào (cytogenetics), di truyền học phân tử, di truyền học sinh hóa, hệ gen học (genomics), di truyền học quần thể, di truyền học phát triển, di truyền học lâm sàng, và tư vấn di truyền.
Gen có thể là yếu tố phổ biến trong những phẩm chất của hầu hết các tính trạng của con người được thừa kế. Nghiên cứu về di truyền học có thể hữu ích vì nó có thể trả lời các câu hỏi về bản chất con người, hiểu được bệnh tật và phát triển của điều trị bệnh hiệu quả, và hiểu được di truyền học của cuộc sống con người.

## Sự khác nhau về di truyền và các mẫu thừa kế
Sự thừa kế những đặc điểm cho con người được dựa trên mô hình thừa kế Gregor Mendel. Mendel nhận biết được rằng sinh vật thừa kế những tính trạng theo một cách riêng rẽ, mà trong đó những đơn vị cơ bản của di truyền được gọi là gen.